# وحدة تنفيذ
وحدة التنفيذ أو الوحدة الوظيفية في هندسة الحاسب هي جزء من وحدة المعالجة المركزية التي تنفذ العمليات والحسابات وفقا للتعليمات من قبل برنامج الحاسب. قد يكون لديها وحدة داخلية خاصة لتتابع التحكم، والتي لا ينبغي الخلط بينها وبين وحدة التحكم الرئيسية لوحدة المعالجة المركزية، أو بينها وبين بعض السجلات، والوحدات الداخلية الأخرى مثل وحدة الحساب والمنطق، وحدة توليد العنوان، وحدة الفاصلة العائمة، وحدة تخزين التحميل أو بعض مكونات الأصغر والأكثر تحديدا.
أصبح من الشائع لوحدات المعالجة المركزية الحديثة أن يكون لها وحدات تنفيذ متعددة، ويشار لها باسم وحدة سلمية فائقة.